# Philippe d'Outreman
Philippe d'Outreman (ook: d'Oultreman of d'Oultremann) (Valencijn, 28 april 1585 - aldaar, 16 mei 1652) was een religieus schrijver en jezuïet uit de Habsburgse Nederlanden.
Hij was de zoon van Henri d'Outreman, heer van Rombies en lid van het stadsmagistraat van de Henegouwse stad Valencijn. Philippes broer Pierre behoorde eveneens tot de jezuïetenorde en was auteur en vertaler van verschillende religieuze werken.
Philippe d'Outreman werd in 1607 toegelaten tot het novitiaat van de jezuïeten in Doornik. In 1616 werd hij tot priester gewijd. Hij verbleef in verschillende steden in het zuiden van de Habsburgse Nederlanden zoals Rijsel, Maubeuge en Kamerijk.

## Le pédagogue chrétien
Philippe d'Outreman is vooral bekend van zijn boek Le pédagogue chrétien (de christelijke pedagoog), dat in 1622 eerst verscheen in Sint-Omaars onder de titel Le vray chrétien catholique (de echte katholieke christen). In dit boek illustreerde de jezuïet de katholieke geloofsleer aan de hand van allerhande voorbeelden (zogenaamde exempla). Hij onderscheidde verschillende typen zonden en ging dieper in op kernpunten van het katholieke geloof zoals de praktijk van goede werken, de zeven sacramenten en de heiligenverering. Het boek was in de eerste plaats geschreven ter ondersteuning van het catechismusonderwijs, maar kende later ook een ruimer publiek.
Le pédagogue chrétien kende meer dan honderd heruitgaven. Philippe d'Outreman herwerkte zijn boek zelf verschillende malen. Dat leidde tot nieuwe edities in Bergen, Sint-Omaars en Rijsel, waaronder ook de Nouveau pédagogue chrétien (nieuwe christelijke pedagoog) in twee boekdelen (1645-1646). Daarna volgden tot na 1740 heruitgaven, vooral in Parijs, Lyon en Rouen. In 1854 volgde nog een herwerkte editie in Parijs onder de titel L'instruction du chrétien (de opvoeding of opdracht van de christen).
Het boek werd daarnaast vertaald en gedrukt in het Engels (Sint-Omaars, 1622), Latijn (Luxemburg, 1629), Nederlands (Antwerpen, 1637 en 1646), Duits (Keulen, 1664) en Bisaya of Cebuano (Manilla, 1751). De meeste van deze vertalingen kenden ook meerdere edities tot in de eerste helft van de 18e eeuw.